# Municipio Planas
Simón Planas conocido como  Planas, es uno de los 9 municipios que conforman el estado Lara. Se encuentra ubicado al este del estado y limita al norte por el Estado Yaracuy y el Municipio Palavecino, al sur Estado Portuguesa, al este con el Estado Cojedes y al oeste con el Municipio Iribarren.La fundación del municipio surge a partir de la aspiración de los vecinos de Sarare, La Miel, Manzanita, Gamelotal y Sabana Alta, que con permanentes diligencias y trámites ante instancias oficiales nacionales, estadales y municipales, concluyen sus esfuerzos el 9 de octubre de 1990, cuando la Asamblea Legislativa del estado Lara decreta la creación del noveno municipio de la entidad.
Este debe su nombre a Simón Planas, quien fue secretario de la gobernación de la provincia, senador y Ministro del Interior durante dos ocasiones, la primera durante la presidencia de José Gregorio Monagas. Este cargo lo inmortalizó al firmar el decreto de abolición de la esclavitud. El municipio fue declarado autónomo (del municipio Palavecino) oficialmente el 9 de octubre de 1990 con capital en Sarare. Tiene una superficie de 808 km²y una población de 38.605 habitantes siendo el municipio con menor población del Estado Lara según el censo 2011.

## Historia

### Sublevación del Negro Miguel (1552 - 1553)

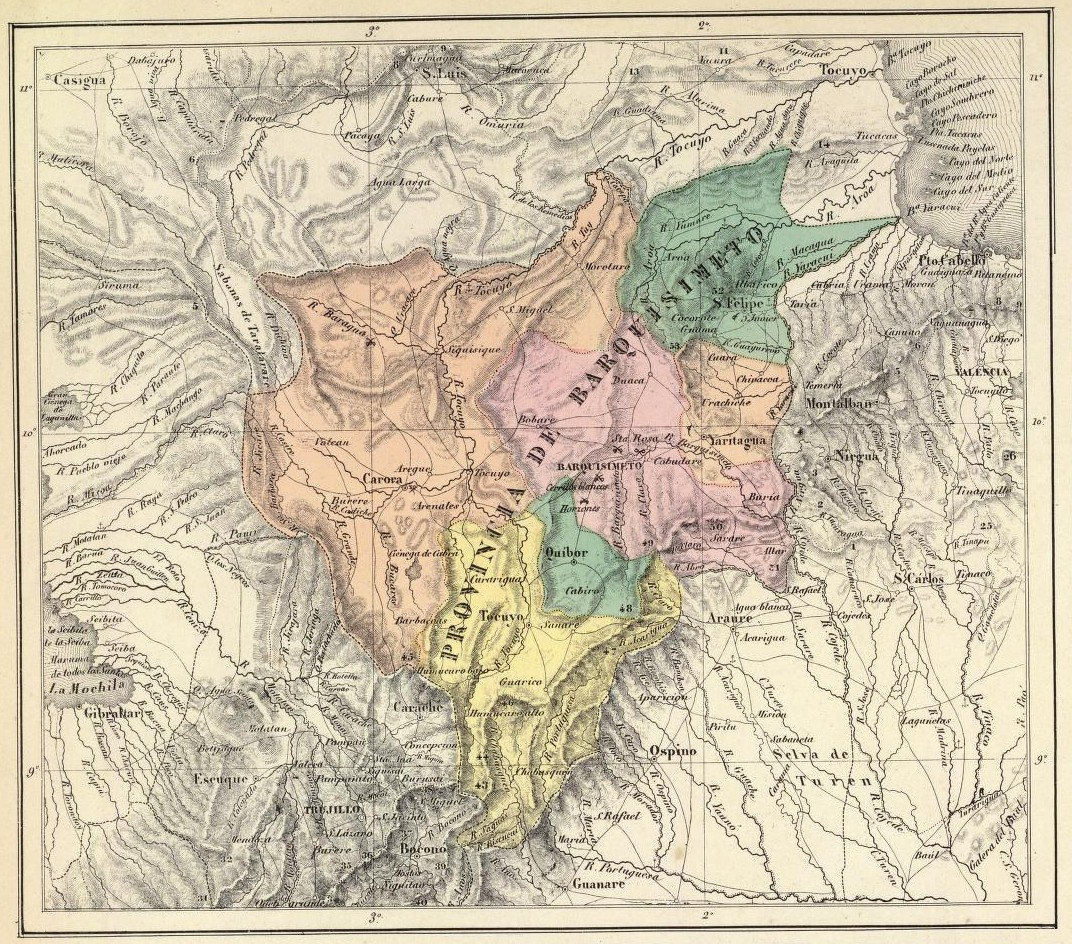
Provincia_Barquisimeto,1840 aparece sarare, buria, altar cuando en ese entonces pertenecían al cantón de Barquisimeto(hoy municipio Iribarren)

Insurrección liderizada por el Negro Miguel, que buscaba su libertad y la de sus iguales, cansados como estaban de la explotación y el maltrato por parte de sus amos. El Negro Miguel pudo salvarse de unos azotes que iban a darle los españoles a cargo de las minas de Buría, y huyó volviendo de noche para animar a otros negros a huir y luego arremeter contra los españoles lo cual hicieron, y desencadenaron con esto sublevaciones de negros e indios por toda la región que durarían largo tiempo, 2 años más o menos, hasta que murió el Negro Miguel y perdió fuerza el movimiento que hasta ese momento lideraba.

### Aduana de Gamelotal
La importante actividad comercial de la zona de Sarare 1830, la cual ha sido inclusive
reseñada con asombro por viajeros extranjeros de esa época, determinó el decreto de creación por parte de la
Diputación Provincial de Barquisimeto  de la Aduana de Gamelotal en 1834 cobrándose medio real
por cada bestia de arreo y un cuartillo por cabeza de cerdo.

## Geografía

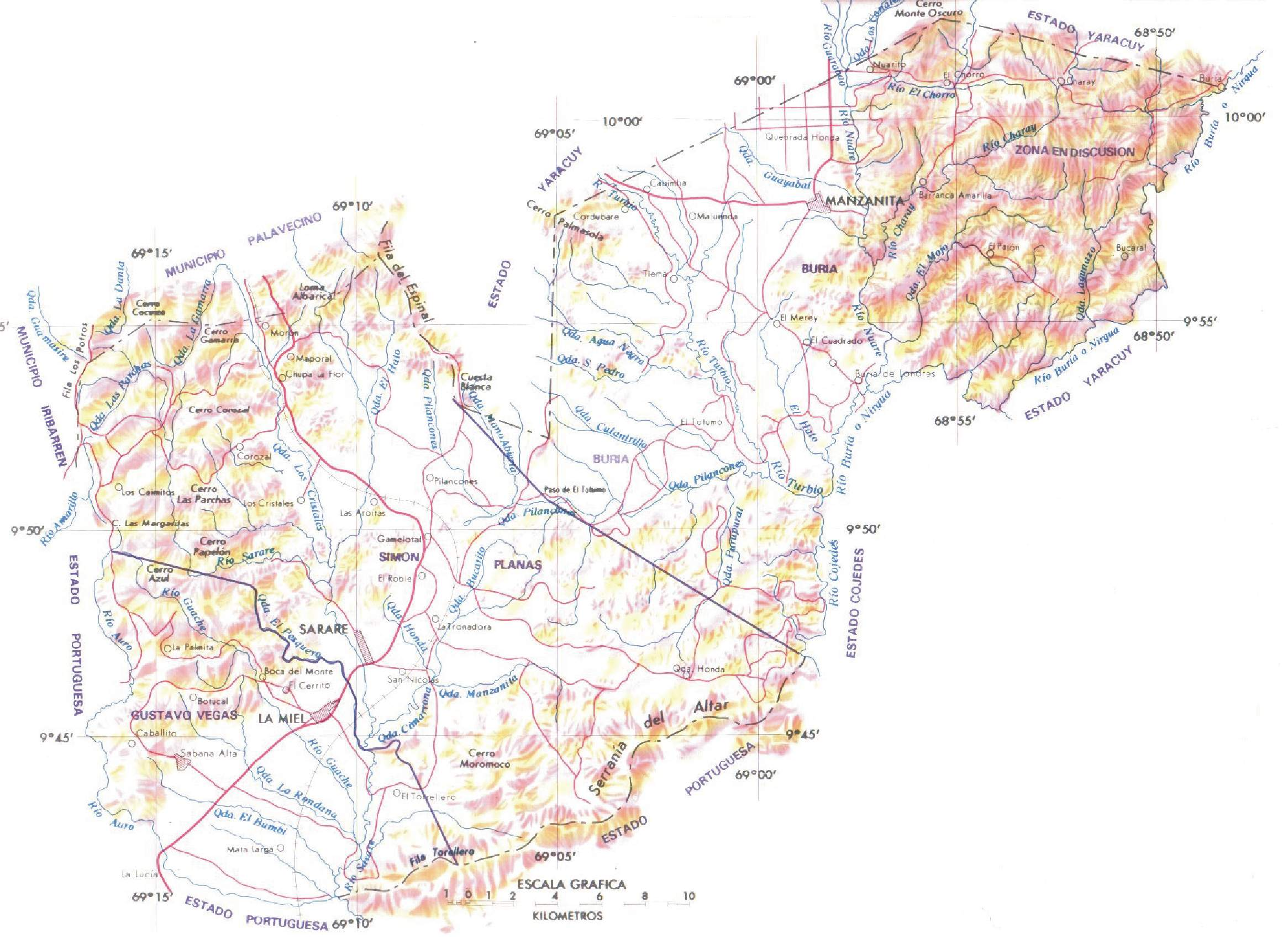
Mapa del Municipio Simón Planas-Sarare

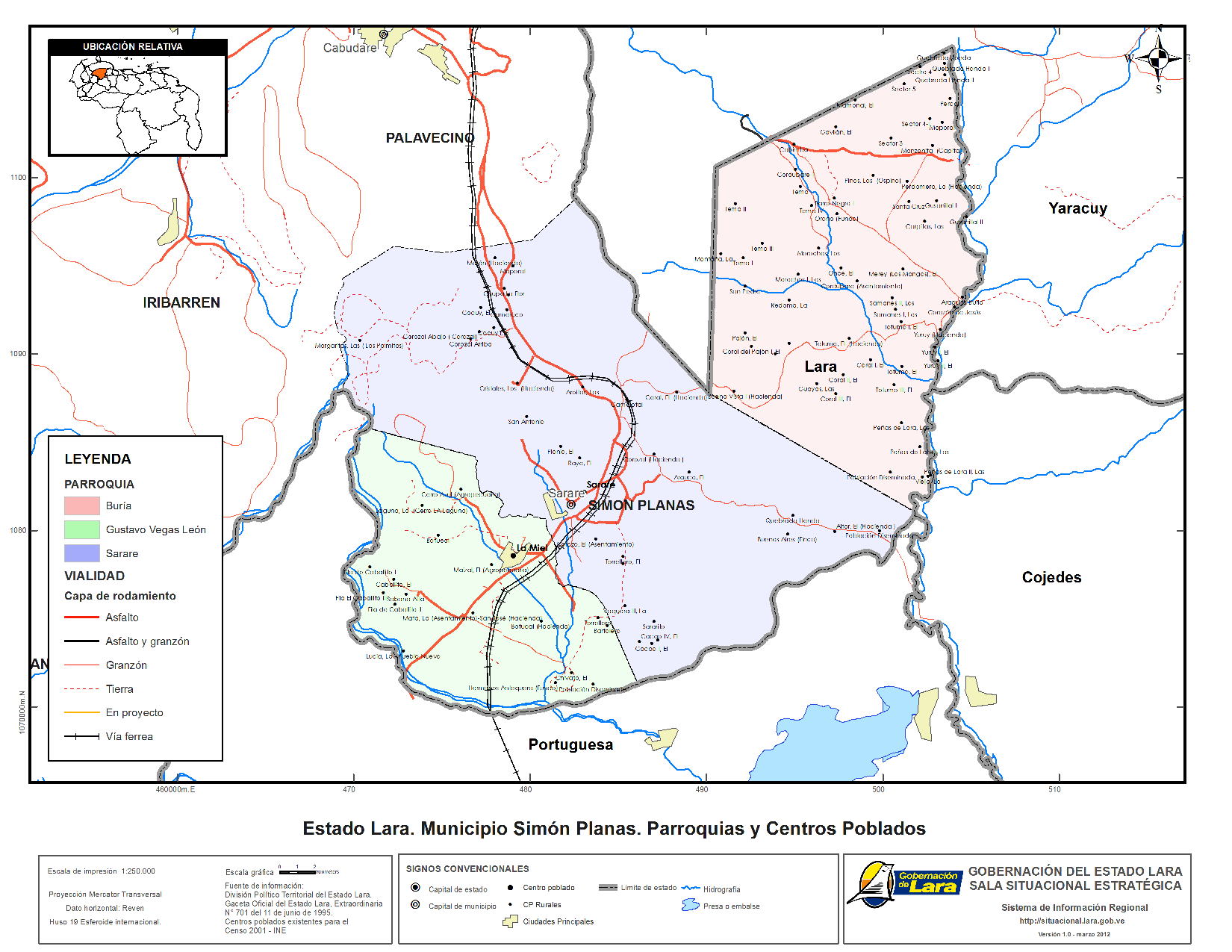
Mapa-simon-planas-sarare

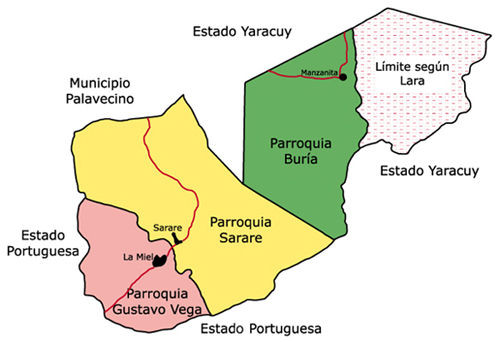
Mapa del Municipio Simón Planas-Sarare

### Organización parroquial
| Parroquia          | Superficie | Población (2011) | Densidad       | Capital   |
| ------------------ | ---------- | ---------------- | -------------- | --------- |
| Sarare(capital)    | 401 km²    | 16.395 hab.      | 45.67 hab./km² | Sarare    |
| Gustavo Vegas León | 189 km²    | 11.699 hab.      | 22.21 hab./km² | La Miel   |
| Buria              | 520 km²    | 7.708 hab.       | 32.12 hab./km² | Manzanita |
| Municipio Planas   | 808 km²    | 35.802 hab.      | 2 hab./km²     | Sarare    |

- Parroquia Sarare

Capital: Sarare es capital del municipio y queda en el centro del municipio.
Está conformado por 0,95% de área urbana y el resto (99,05%) en área rural
Se encuentra ubicada en la Zona Noroeste del Municipio, ocupa el segundo lugar en extensión territorial con un (36,07%) con 400 Kmts2 y concentra el (46,37 %) de la población total del mismo.
- Parroquia Gustavo Vegas León

Capital: La Miel.
Se encuentra ubicada en la zona Suroeste del Municipio.
Cuenta con el 1,41% de área urbana y el resto (98,59%) en área rural.
La Parroquia ocupa (17,04%) en extensión territorial con 189 Kmts2 y concentra el (31,42 %) de población total del Municipio.
- Parroquia Buria

Capital: Manzanita.
Esta Parroquia se localiza en la parte Este del Municipio, en su totalidad está constituido por área rural. Es la zona más alejada con respecto al sector urbano con muy poca dotación de equipamientos y servicios.
La Parroquia Buria ocupa la mayor extensión territorial con un (46,89%) con 520 kmts2 y concentra el (22,21%) de la población total del Municipio.

### Límites
- Simón Planas cuenta con una superficie oficial de 808 km² (1.009 km² en corrección

del MPPAMB-Lara 2011), posee una población de 35,802 hab. (proyección INE 2011),
con una densidad demográfica de 44,33 hab/km². Limita con el municipio Palavecino y
el estado Yaracuy por el norte; con el estado Portuguesa por el sur; con los estados
Yaracuy y Cojedes por el este y con el municipio Iribarren y el estado Portuguesa por
el oeste. Geográficamente está situado en la llanura denominada la garganta del llano, porque representa una introducción de los altos llanos occidentales, con una altura de 320m y un clima cálido o tropical, existen ríos que tiene como principal exponente el llamado río de sarare y una vegetación que se agrupa en sabanos, bosques secos entre otros

## Economía
Debido a su cercanía con el Estado Portuguesa la mayor parte del comercio del municipio está dirigido a las ciudades de Acarigua y Araure. La actividad agropecuaria es una de las principales fuentes de ingresos del municipio destacando la producción de maíz, caña de azúcar y sorgo además del comercio con la ganadería bovina y porcina. Existe también dos grandes empresas importantes fuera del sector agrícola como los son. DUSA (Destilerías Unidas. S.A.) y DEMASECA (Derivados de Maíz Seleccionado C.A.), ambas ubicadas en La Miel capital de la Parroquia Gustavo Vegas León.
Otras Empresas Como Carnes Del Pazo con producción de carnes y Botucal ( ganaderías de bobinos), el matadero industrial del Roble, prograso, la cal sarare y la planta de distribución de combustible de Maporal (PDVSA).
- Agricultura

A pesar de poseer suelos poco fértiles en algunas zonas, la superficie cultivada
equivale al 67% de la superficie total del municipio. Estas tierras suman
aproximadamente unas 72.000 has. La diversificación de cultivos es característica de
este municipio. Según datos de producción 2008 del Ministerio del P.P. para la
Agricultura y Tierras se destacan la caña de azúcar, maíz, sorgo, pimentón, tomate, ají
dulce by frijol, así como algunas explotaciones forestales. El inventario de la población
pecuaria fue aves, bovinos, porcinos, caprinos, búfalos y en menor cantidad ovinos.
- Industria, comercio y servicios

La actividad industrial, comercial y de servicios en el municipio está altamente ligada a
su desarrollo. En él los principales centros de producción y servicios son:
procesadores de harina de maíz, licores, calizas y distribución de combustible, que
actúan como los mayores generadores de empleo en la zona. Debido a su cercanía
con el estado Portuguesa, la mayor parte del comercio del municipio está dirigido a las
ciudades de Acarigua y Araure.
- Minerales no metálicos

La industria minera trabaja en la explotación de minerales como calizas, arcillas rojas,
arenas y gravas; se estima que las calizas existentes en El Torrellero, cerca de La
Miel, tienen un valor comercial importante, por tener enormes reservas según
investigaciones realizadas por el Ministerio del P.P. de Petróleo y Minería.

## Infraestructura

### Municipales y gubernamentales

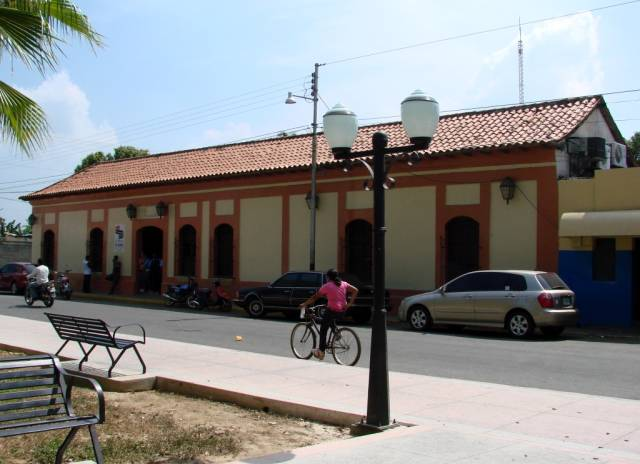
Alcaldía del Municipio simón planas-sarare

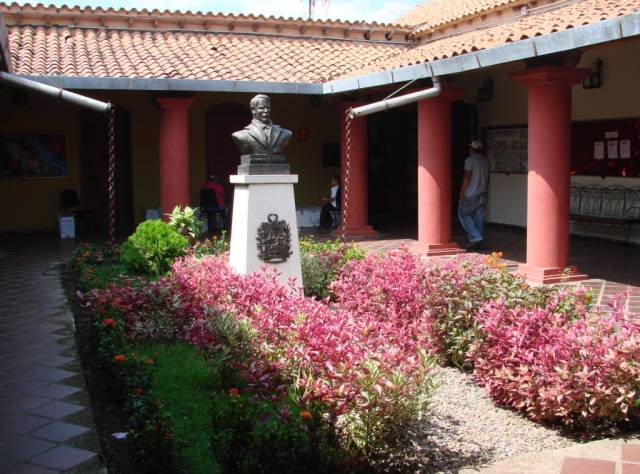
Interior de la Alcaldía del Municipio Simón Planas-Sarare

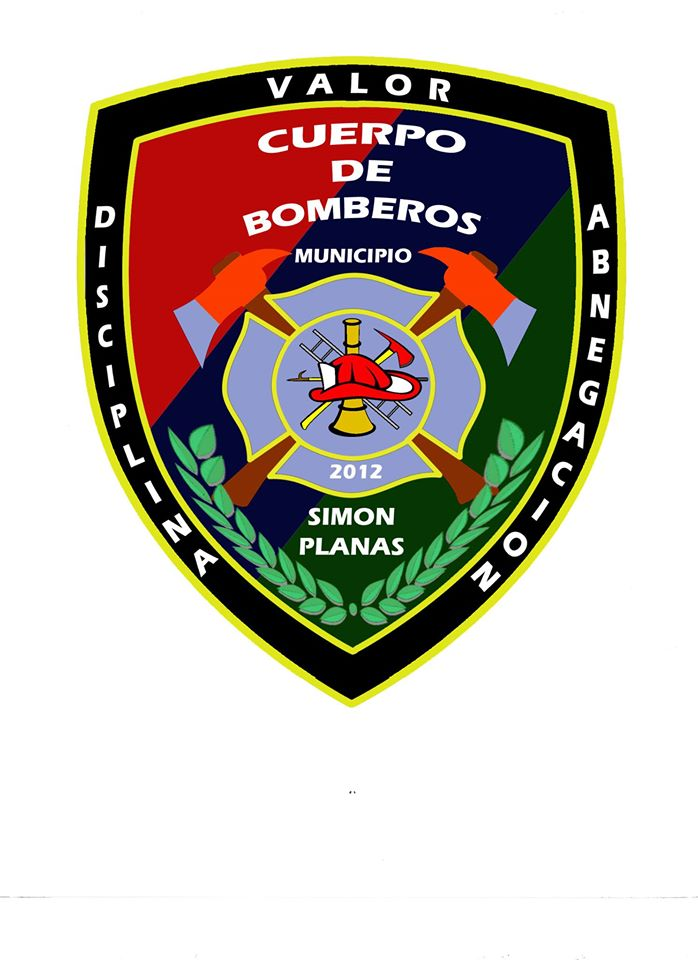
Escudo del cuerpo de Bomberos del Municipio Simón Planas

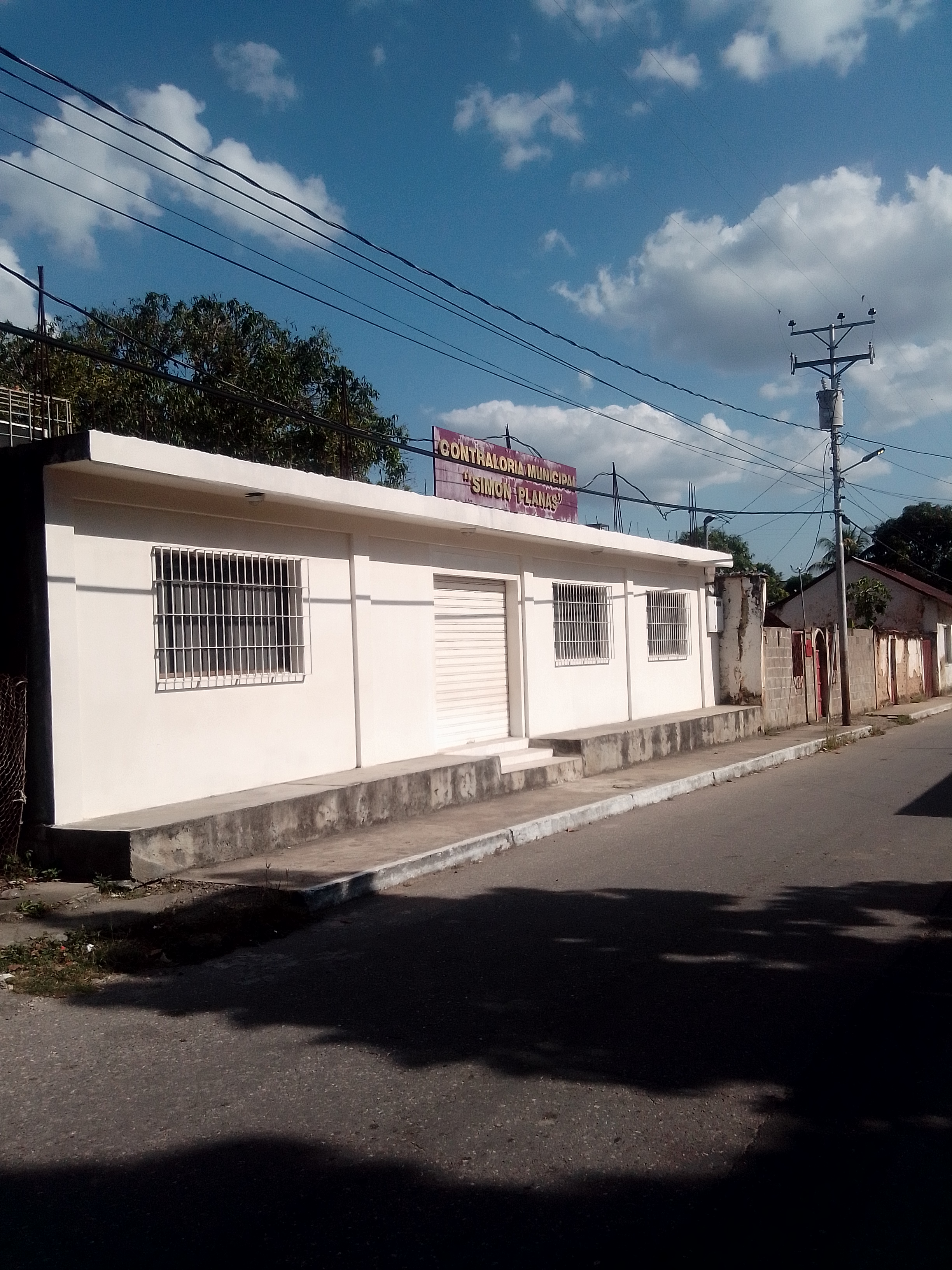
Contraloría del Municipio Simón Planas

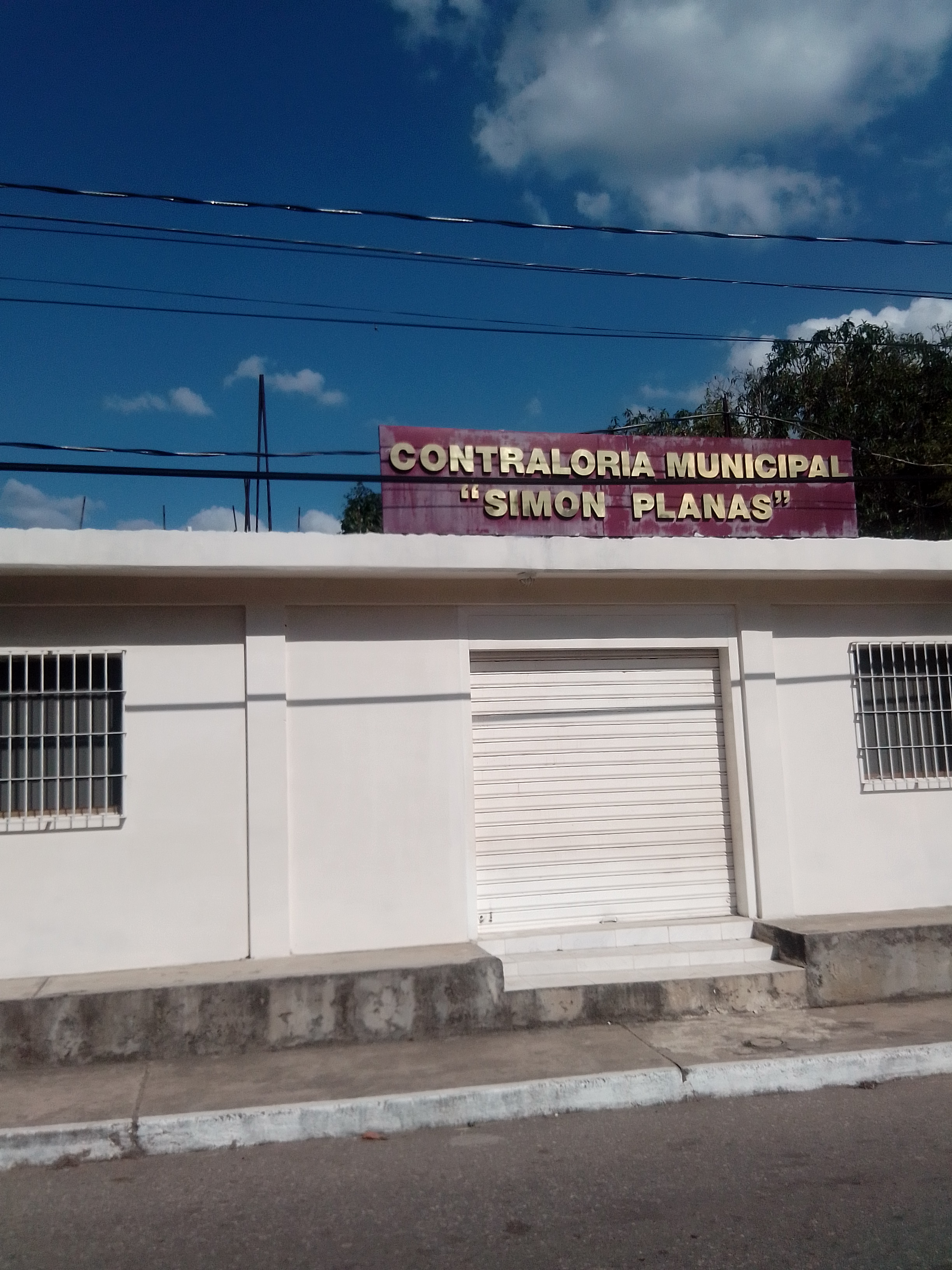
Contraloría del Municipio Simón Planas

- Escudo del cuerpo de Bomberos del Municipio Simón PlanasContraloría del Municipio Simón PlanasContraloría del Municipio Simón PlanasAlcaldía de Simón Planas.
- Contraloría del Municipio Simón Planas.
- Prefectura del Municipio Simón Planas.
- Hospital Doctor Armando Velázquez Mago de  Sarare.
- C.D.I  de  Sarare.
- C.D.I de La Miel.
- Centro Ambulatorio “Hugo Chávez” (Manzanita)
- Comandancia de policía del estado Lara de Sarare.
- Comandancia de policía Nacional de  Sarare.
- Ipostel.
- Cuerpo de bomberos del Municipio Simón Planas.
- Biblioteca pública Ezequiel Bujanda.

número de habitantes del Municipio Simón Planas por años

- número de habitantes del Municipio Simón Planas por añosnúmero de habitantes del Municipio Simón Planas por añosInstalaciones de la orquesta sinfónica del Municipio Simón Planas.
- Auditorio Aída Peralta.
- MAT.
- ZONITA, Ministerio del Poder Popular para la Educación.
- MERCAL, Ali Primera.
- CANTV.

### Educación
Parroquia Sarare
- Escuela de las Vuelta.
- Escuela de San Nicolás De Bari.
- Preescolar Banco Obrero.
- Escuela Básica Estadal Sabaneta.
- Escuela Estadal La Tronadora.
- Escuela Estadal Mixta Camoruco.
- Unidad Educativa Alcides Lozada.

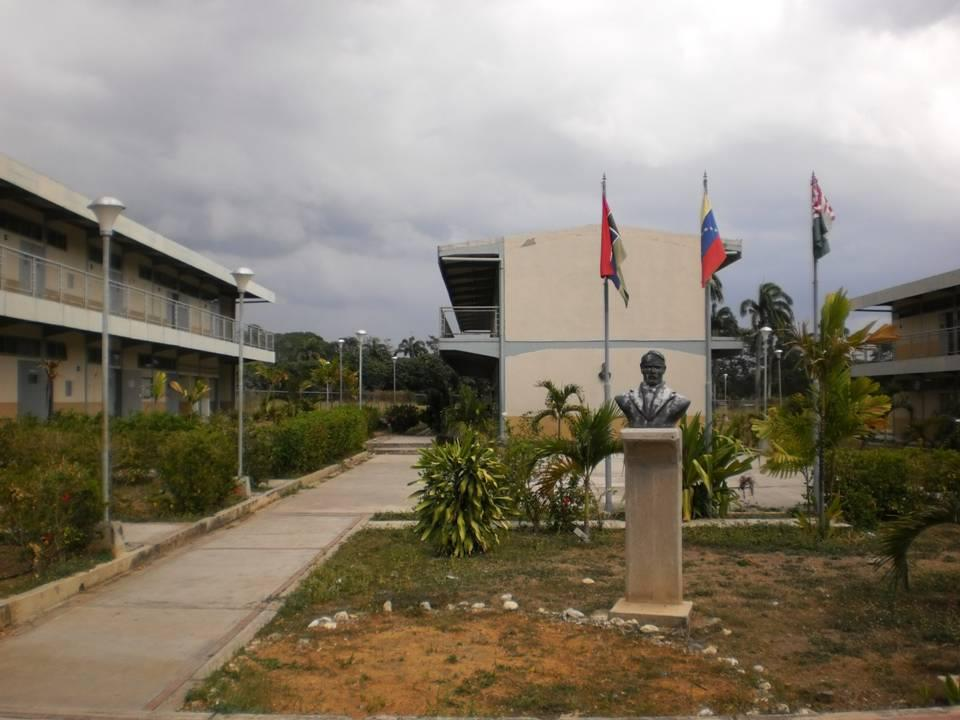
Aldea universitaria-Simón planas-sarare

- Unidad Educativa Monseñor Salvador Montes de Oca.
- Aldea Universitaria Simón Planas.

Parroquia Gustavo Vegas León
- Grupo escolar Atures.
- Unidad educativa de sabana alta.
- Escuela del Cerrito

Parroquia Buria
- Liceo Bolivariano Rural "El Negro Miguel"
- Liceo Bolivariano Rural "Simón Rodríguez"
- Liceo Bolivariano Rural "José Leonardo Chirinos"
- Escuela Bolivariana "Profesor Otilio Gallardo"
- Escuela Bolivariana "Simón Bolívar"
- Escuela Bolivariana “El Charay"
- Escuela Bolivariana "Araguita de Buria"
- Escuela Bolivariana "José de la Cruz Pinto"
- Escuela Bolivariana “El Chorro”
- Escuela Estadal Concentrada "Los Mangos"
- Escuela "Francisco de Miranda"
- Escuela "Santa Lucia"
- Unidad Educativa Estadal "Profesor Rafael Rieras"
- Unidad Educativa Estadal "Quebrada Honda"
- Centro Taller Nuclearizado "Nuestra Señora del Carmen"

### Religión
Parroquia Sarare

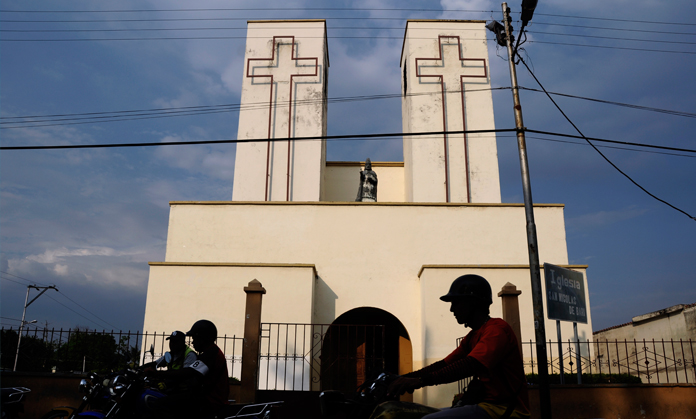
IGLESIA SAN NICOLAS DE BARI DE SARARE

- Iglesia "San Nicolás De Baris" Sarare.
- Capilla "Jesús, María, José" Sarare.
- Capilla "San Nicolas" Sarare.

Parroquia Gustavo Vegas Leon
- Iglesia "María auxiliadora" La Miel.

Parroquia Buria
- Iglesia Nuestra "Señora del Carmen" Manzanita.Manzanita-Iglesia Nuestra Señora del Carmen.La Miel-Iglesia María Auxiliadora

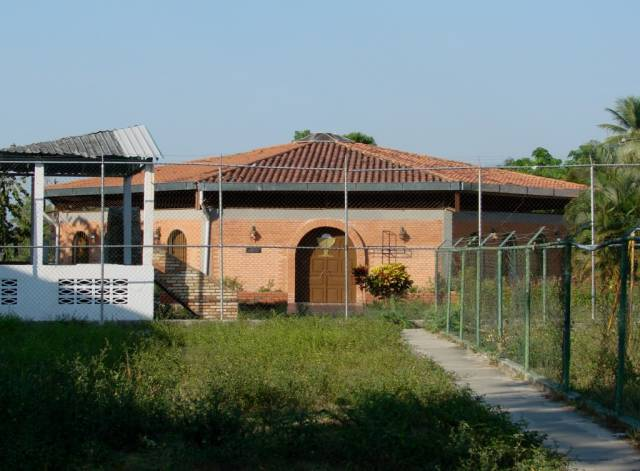
Manzanita-Iglesia Nuestra Señora del Carmen

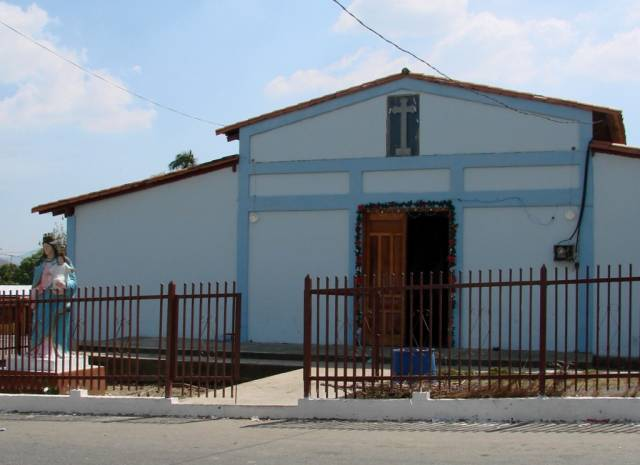
La Miel-Iglesia María Auxiliadora

### Instalaciones Deportivas
Parroquia Sarare
- Estadio Ayacucho de  Sarare.
- Estadio Mario Candotti de Sarare.
- Cancha techada la Unión de Sarare.
- Estadio de Pueblo Arriba de Sarare

Parroquia Gustavo Vegas León
- Estadio la unión.
- Estadio de fútbol de la miel.
- campo de dusa.

Parroquia Buria
- Estadio de Beisbol "Manzanita"
- Cancha de Techada "Manzanita"
- Cancha de Usos Múltiples "Manzanita III"

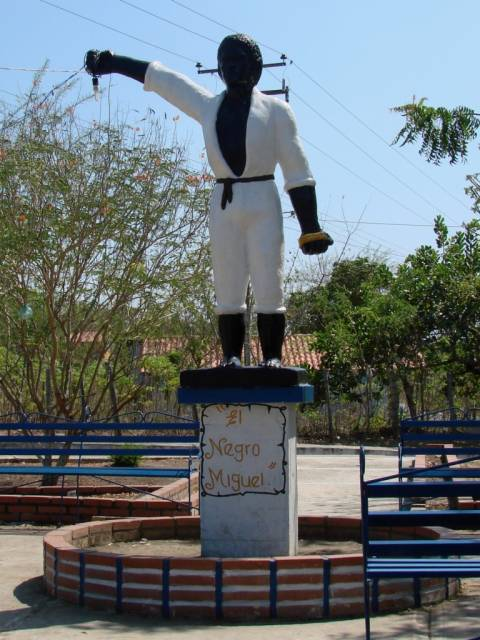
El Cuadrado-Plaza Negro Miguel

## Turismo
- Plaza Bolívar de  Sarare
- Plaza La Cruz

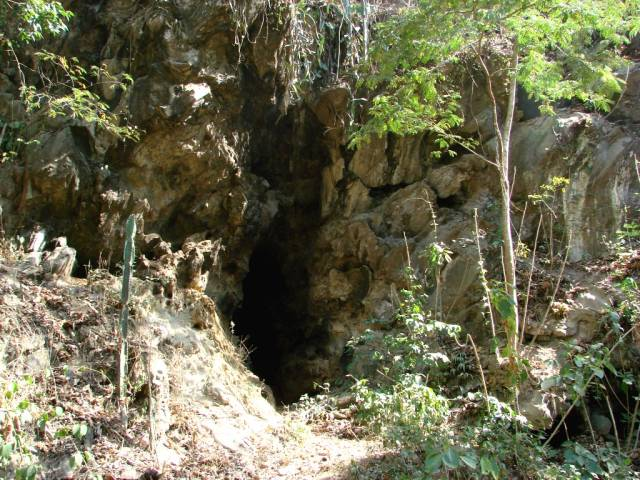
El Cuadrado-Minas Oro Buria

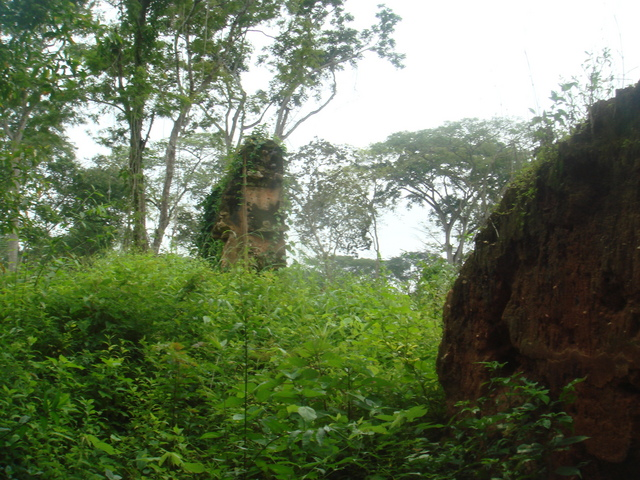
Ruinas de Burias

- Plaza Negro Miguel (El Cuadrado de Buria)
- Minas de Buria
- Ruinas de Buría (lugar donde se fundó la primera ciudad de Barquisimeto en 1552)
- Iglesia Nuestra "Señora del Carmen" Manzanita.

.* Parque Las Mayitas comprende un área de 15 hectáreas.
- Montaña La Vieja cerca de Sarare tiene varias cuevas de interés para los espeolólogos.
- Parque bachiller Guerrero.
- Mirador turístico El Calvario.
- Paseo turístico El Floreño.
- Paseo El Soberano.
- Cascada El Altar.
- La Peña del Santo.
- Cascada de la Churunba.
- Balneario  Sararu
- Destilería Unidas
- Balneario río Auro
- Los Morros del Torrellero (se hace escalada y deportes extremos).

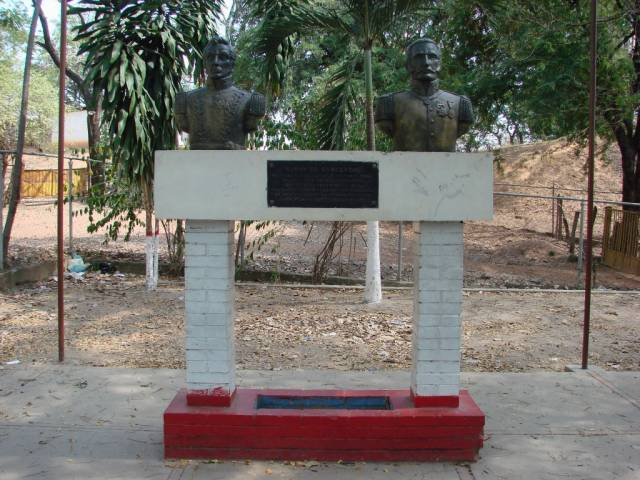
Gamelotal-Plaza Samán (donde Bolívar acampo antes de ir a la batalla Los Horcones)

- Campamento turístico Los Cristales.
- Balneario Puente Tabla
- Balneario "Puente de Tabla"
- Balneario "Los Cajones"

### Televisión
- Sarare tiene una compañía de TV por cable y se llama OCCSAR TV .

Cabe destacar que es posible captar la señal de emisoras radiales de la vecina ciudad de Acarigua en el estado Portuguesa dada su cercanía geográfica.

## Símbolos

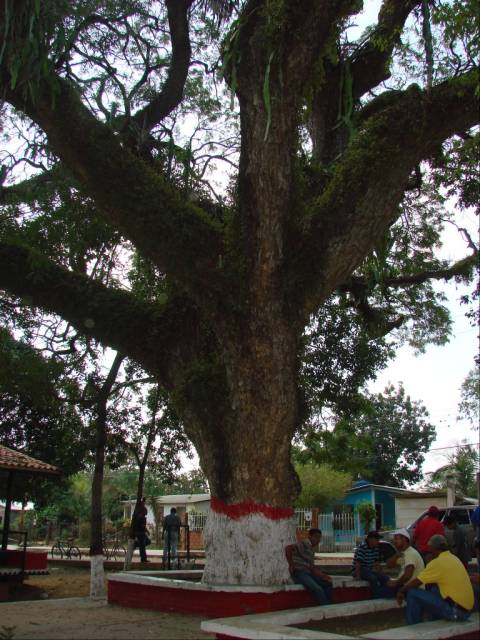
Gamelotal-Plaza Samán (donde Bolívar acampo antes de ir a la batalla los horcones)

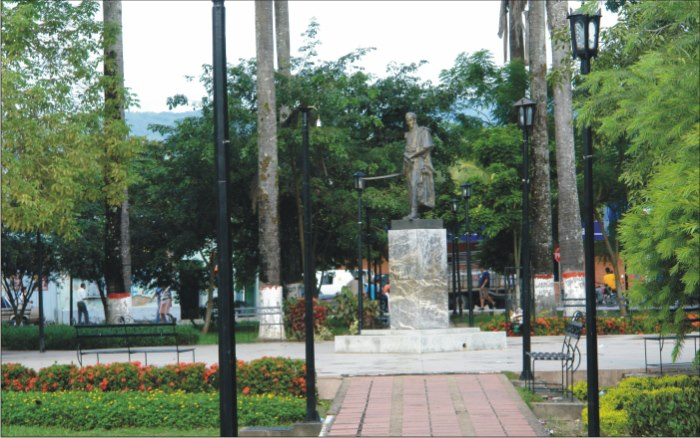
Plaza Bolívar de sarare

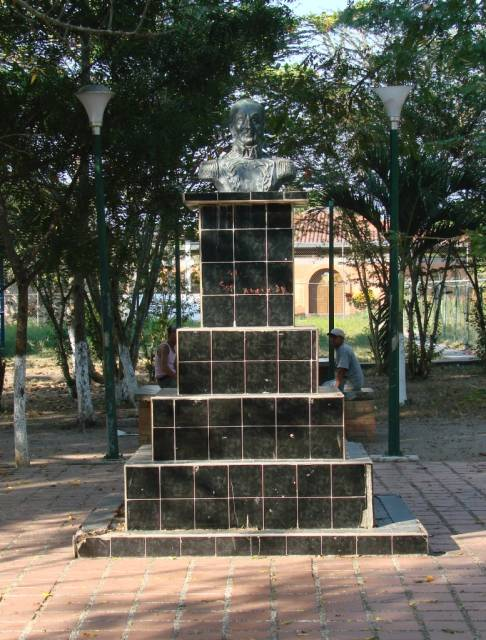
Plaza Bolívar-Manzanita

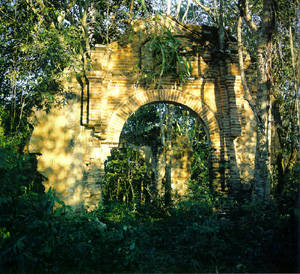
ruinas de Burias

### Escudo
Diseñador: Giovanny Antonio Rodríguez.
Es acuartelado en cruz, con estrecha dorada y Jefe en Divisa. Su bordura lo forman líneas curvas así: en el vértice se forman dos líneas de concavidades hacia arriba (formando 4 ondas), que terminan por su extremidad libre, en una diagonal que las une con sus respectivos laterales. Cada lateral se prolonga hasta encontrarse con la base del escudo, formada de dos curvilíneas que se unen en ángulo agudo por la parte media de dicha base, al estilo Español Moderno.
- El Jefe en Divisa con campo de rojo, ostenta tres estrellas de plata de cinco puntas en bisel, simbolizando las tres parroquias del Municipio. El rojo dice de la grandeza, valentía y pasión del pueblo.
- El cuartel superior derecho, ocupando gran parte del campo azul, las Ruinas de la Iglesia Nuestra Señora del Carmen de Buría, simboliza: la belleza que cubre el inmenso cielo, la hermosura con que fluyen sus ríos. Además de la realeza, majestad y serenidad.
- En el cuartel inferior izquierdo, en campo morado, en dibujo natural se presenta el Cerro la Vieja, con el cauce de un río y vegetación que simbolizan la zona hídrica de la región y de recreación del municipio. El púrpura significando autoridad suprema, la soberanía del pueblo de quienes emanan los poderes del Estado.
- En el cuartel inferior derecho, en campo verde, dos engranajes, en azul metálico que representan la zona industrial y al fondo un tractor en negro que representa el Agro. El verde de las montañas que nos rodean, por la abundancia y la productividad de las tierras. Esperanza y libertad
- En el cuartel inferior izquierdo en campo plateado con tres aros olímpicos con los colores azul, verde y rojo que significa la unión de las parroquias en la actividad deportiva. El Plata representa, la pureza de los hombres y mujeres que día a día luchan para ser municipio modelo. Simboliza virginidad, inocencia y blancura.
- El Escudo en sus laterales lleva dos plantas (gramíneas) de caña a la derecha y a la izquierda maíz, significando fortaleza en lo nutricional y económico, lo que constituye una de las principales fuentes de desarrollo del municipio. Ellas van entrelazadas con cinta en oro, dándole atributos morales, riquezas, fuerza, fe, pureza y constancia.

### Bandera
Diseñador: Leida Josefina Carrera Sequera
- Por un rectángulo de proporción 2x3, dividido en tres franjas anchas horizontales, cuyos colores son: roja, azul y verde y dos franjas platas delgadas que bordean sus colores.
- Para los Pabellones la primera franja es completa y la segunda se corta en cantón negro, pegado al asta, que con palo disminuido (vergeta) tiene forma de L invertida. Dentro del cantón irá el Escudo Municipal.
- Simbolizando la primera franja roja, el esfuerzo de sus pobladores para lograr su armonía, valor, atrevimiento e intrepidez.
- La segunda franja azul representa la hermosura de las aguas, de sus ríos como fuente de vida y atracción turística, simbólicamente el azul es realeza, majestad y serenidad.
- Y la tercera franja de color verde representa la abundante flora y principales actividades agrícolas y económicas, significa esperanza y libertad.
- En heráldica simbolizan:
- Rojo: Gules: valor, atrevimiento, intrepidez.
- Azul : Azur: realeza, majestad, hermosura y serenidad.
- Verde: Sinople: esperanza, abundancia y libertad.
- Blanco: Plata: pureza, virginidad, inocencia y blancura.

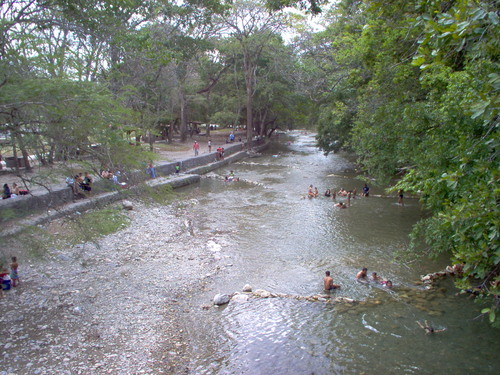
Parque Las Mayitas-Sarare

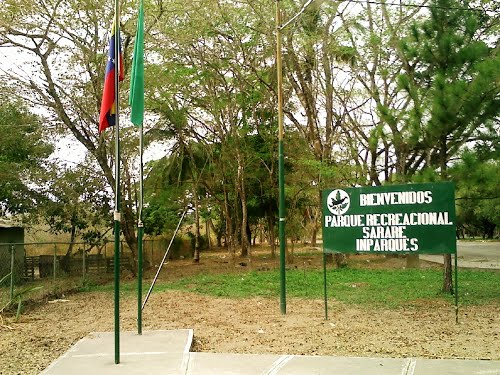
Parque Las Mayitas-Sarare

- Parque Las Mayitas-SarareParque Las Mayitas-SarareNegro: Sable: ciencia, modestia y afición.

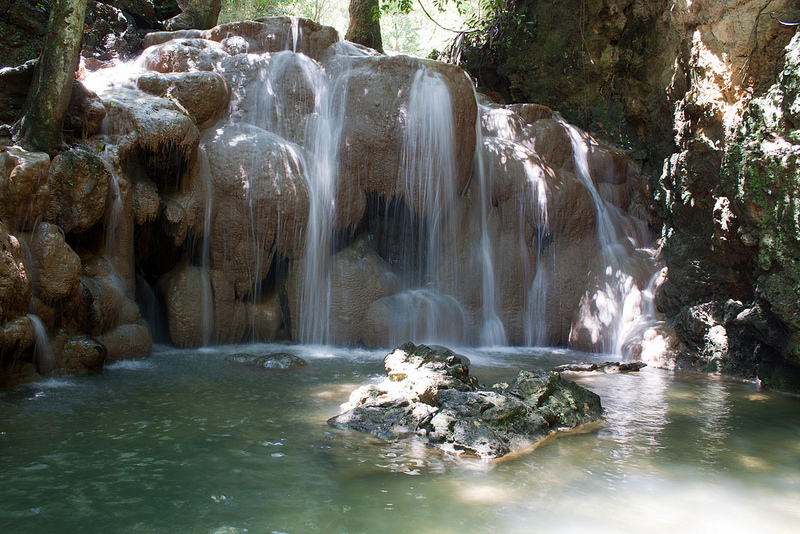
Cascada El Altar

## Política y Gobierno

### Alcaldes
| Período     | Alcalde                 | Partido político / Alianza | % de votos | Notas |
| ----------- | ----------------------- | -------------------------- | ---------- | --- |
| 1992 - 1995 | Carmen Araujo de García |                            | 33,27      | Primera alcalde bajo elecciones directas                                                                               |
| 1995 - 2000 | Carmen Araujo de García |                            | -          | Reelecta (se realizaron elecciones generales adelantadas en el 2000 debido a la aprobación de la Constitución de 1999) |
| 2000 - 2004 | Naudy Ledezma           | NACER                      | 33,25      | Segundo alcalde bajo elecciones directas                                                                               |
| 2004 - 2008 | Naudy Ledezma           | NACER                      | 61,25      | Reelecto |
| 2008 - 2013 | Fermín Marin Duran      |                            | 48,07      | Tercer alcalde bajo elecciones directas (se postergan 1 año las elecciones municipales pautadas para finales del 2012) |
| 2013 - 2017 | Fermín Marin Duran      |                            | 40,71      | Reelecto |
| 2017 - 2021 | Jean Gerardo Ortiz      |                            | 93,44      | Cuarto alcalde bajo elecciones directas                                                                                |
| 2021 - 2025 | Ángel Prado             |                            | 50,09      | Quinto alcalde bajo elecciones directas                                                                                |

## Véase también

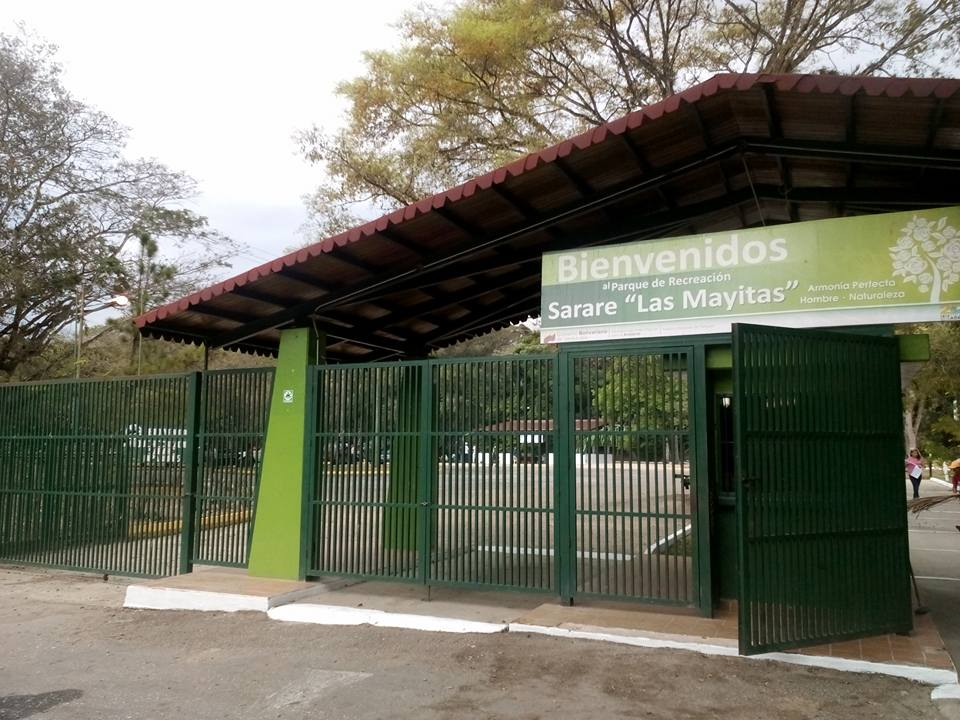
Parque Las Mayitas-Sarare

## Enlaces externos

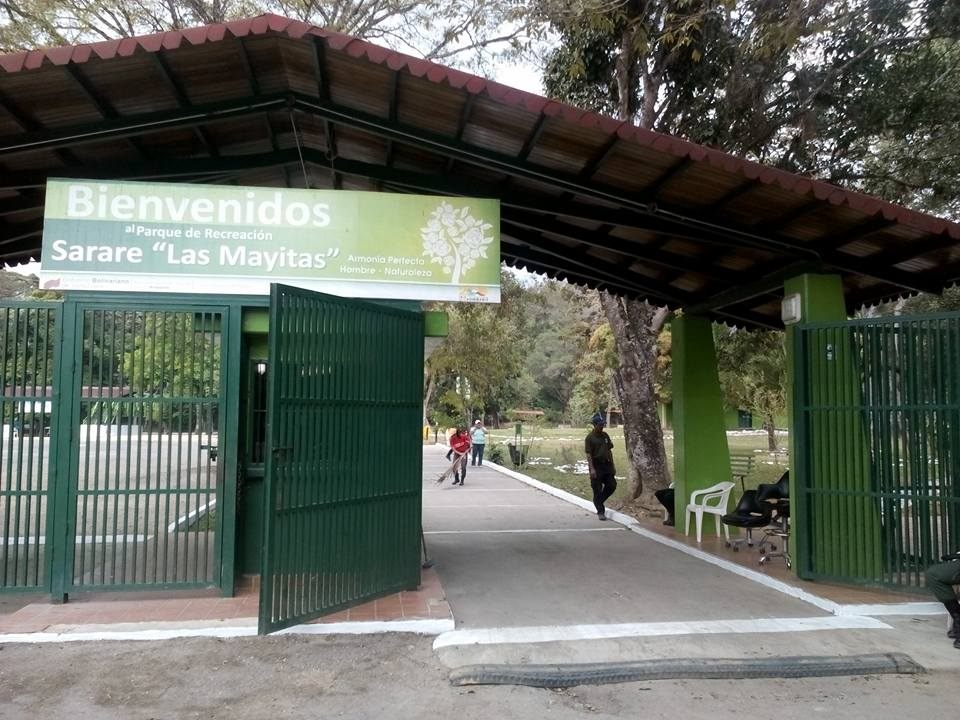
Parque Las Mayitas-Sarare

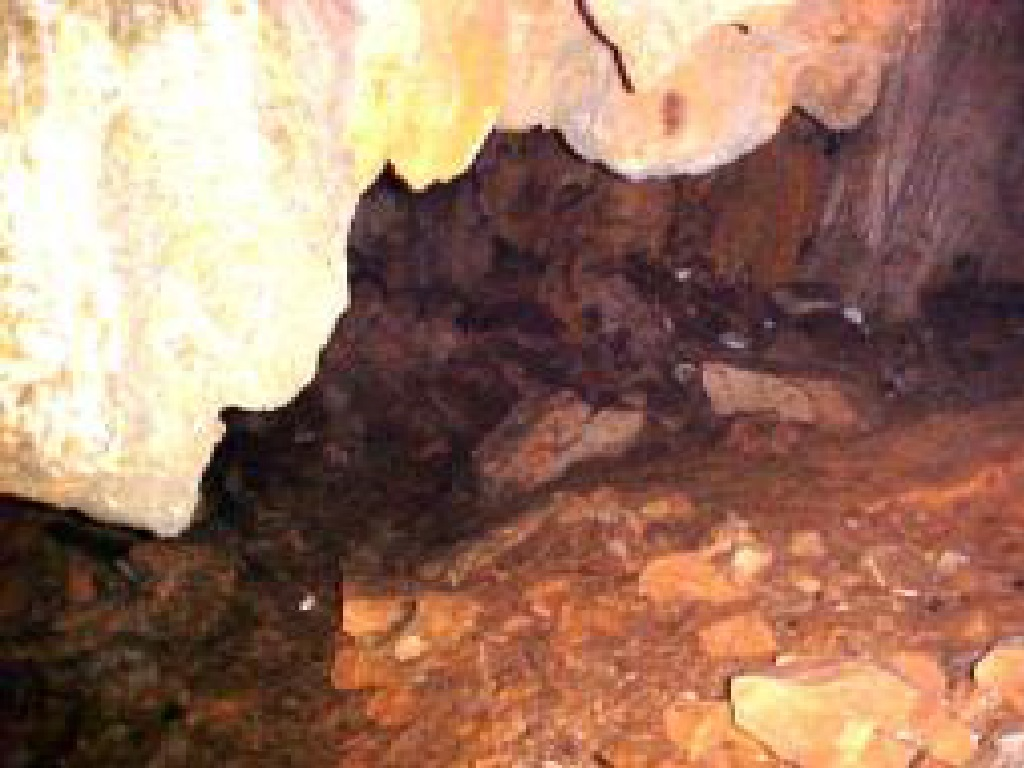
Cueva de la vieja-Sarare

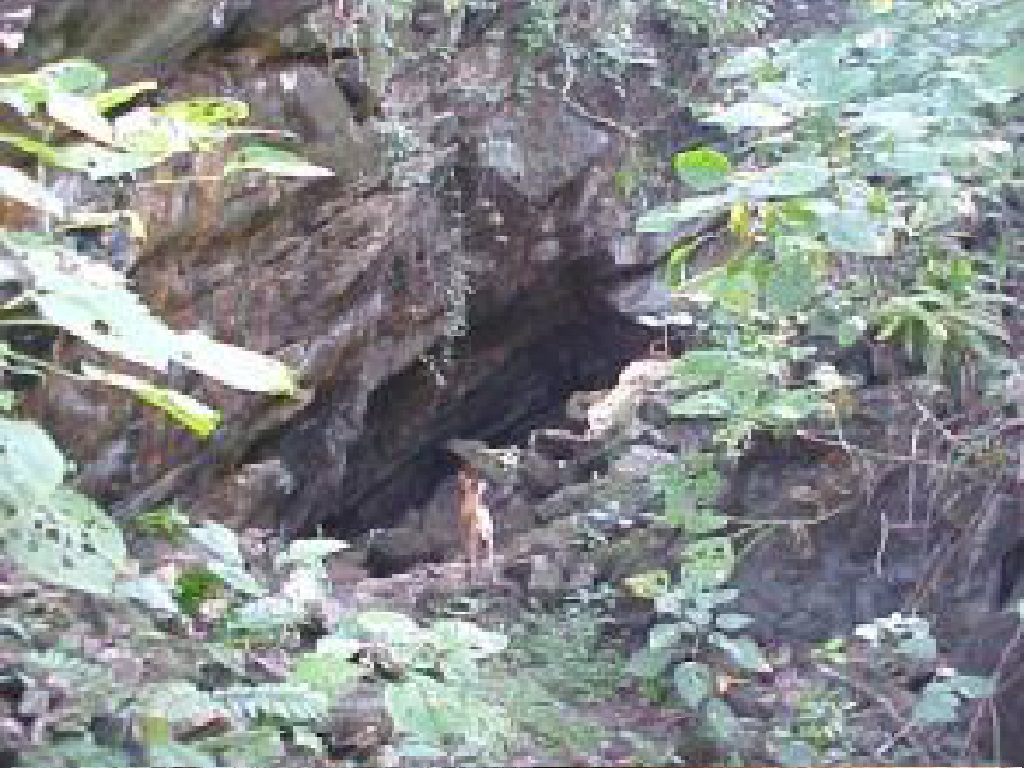
Cueva de la vieja-Sarare

### Concejo Municipal
Período 2021 - 2025
| Concejales     | Partido político / Alianza |
| -------------- | -------------------------- |
| Orlando Piña   | PSUV                       |
| Erik Páez      | PSUV                       |
| Elisa Peña     | PSUV                       |
| Ana Pernalere  | PSUV                       |
| Willys Romero  | PSUV                       |
| Daniel Suárez  | PPT                        |
| Jesus Querales | AP                         |